# Dean Stockwell
Robert Dean Stockwell (North Hollywood, Los Angeles, 1936. március 5. – Ranchos de Taos, Új-Mexikó, 2021. november 7.) Golden Globe-díjas amerikai színész. Testvére Guy Stockwell színész.

## Filmográfia

### Film
| Év   | Magyar cím                            | Eredeti cím                              | Szerep                         | Magyar hang       |
| ---- | ------------------------------------- | ---------------------------------------- | ------------------------------ | ----------------- |
| 1945 |                                       | The Valley of Decision                   | Paulie                         |                   |
| 1945 | Horgonyt fel!                         | Anchors Aweigh                           | Donald Martin                  | Benedikty Marcell |
| 1945 | Abbott és Costello Hollywoodban       | Abbott and Costello in Hollywood         | Dean                           |                   |
| 1946 | A zöld évek                           | The Green Years                          | Robert Shannon                 |                   |
| 1946 |                                       | Home, Sweet Homicide                     | Archie Carstairs               |                   |
| 1947 |                                       | The Mighty McGurk                        | Nipper                         |                   |
| 1947 |                                       | A Really Important Person (rövidfilm)    | Billy Reilly                   |                   |
| 1947 |                                       | The Arnelo Affair                        | Ricky Parkson                  |                   |
| 1947 |                                       | The Romance of Rosy Ridge                | Andrew MacBean                 |                   |
| 1947 | A cingár férfi dala                   | Song Of The Thin Man                     | Nick Charles, Jr.              |                   |
| 1947 | Úri becsületszó                       | Gentleman’s Agreement                    | Tommy Green                    | Simonyi Balázs    |
| 1948 |                                       | Deep Waters                              | Donny Mitchell                 |                   |
| 1948 | A zöld hajú fiú                       | The Boy with Green Hair                  | Peter                          |                   |
| 1949 |                                       | Down to the Sea in Ships                 | Jed Hoy                        |                   |
| 1949 | A titkos kert                         | The Secret Garden                        | Colin Craven                   |                   |
| 1950 |                                       | Stars in My Crown                        | John Kenyon                    |                   |
| 1950 | Boldog évek                           | The Happy Years                          | John Humperdink Stover         |                   |
| 1950 |                                       | Kim                                      | Kim                            |                   |
| 1951 |                                       | Cattle Drive                             | Chester Graham, Jr.            |                   |
| 1957 |                                       | Gun for a Coward                         | Hade Keough                    |                   |
| 1957 |                                       | The Careless Years                       | Jerry Vernon                   |                   |
| 1959 |                                       | Compulsion                               | Judd Steiner                   |                   |
| 1960 |                                       | Sons and Lovers                          | Paul Morel                     |                   |
| 1962 | Hosszú út az éjszakába                | Long Day’s Journey into Night            | Edmund Tyrone                  | Kőszegi Ákos      |
| 1965 |                                       | Rapture                                  | Joseph                         |                   |
| 1968 | Kábulat                               | Psych-Out                                | Dave                           |                   |
| 1970 |                                       | The Dunwich Horror                       | Wilbur Whateley                |                   |
| 1971 |                                       | The Last Movie                           | Billy, a Kölyök                |                   |
| 1972 |                                       | The Loners                               | Stein                          |                   |
| 1973 |                                       | The Werewolf of Washington               | Jack Whittier                  |                   |
| 1974 |                                       | The Pacific Connection                   | Miguel                         |                   |
| 1974 |                                       | Win, Place or Steal                      | Billy                          |                   |
| 1976 | Won Ton Ton, Hollywood megmentője     | Won Ton Ton: The Dog Who Saved Hollywood | Paul Lavell                    |                   |
| 1976 |                                       | One Away                                 | Pete Bass                      |                   |
| 1976 | Sínek a semmibe                       | Tracks                                   | Mark                           | Juhász Zoltán     |
| 1979 |                                       | She Came to the Valley                   | Pat Westall                    |                   |
| 1982 | Gyilkos optika                        | Wrong Is Right                           | Hacker                         | Cs. Németh Lajos  |
| 1982 |                                       | Human Highway                            | Otto Quartz                    |                   |
| 1982 |                                       | Alsino y el cóndor                       | Frank                          |                   |
| 1984 | Párizs, Texas                         | Paris, Texas                             | Walter "Walt" Henderson        | Tordy Géza        |
| 1984 | Dűne                                  | Dune                                     | Wellington Yueh                | R. Kárpáti Péter  |
| 1985 |                                       | To Kill a Stranger                       | John Carver                    |                   |
| 1985 | Billie Jean legendája                 | The Legend of Billie Jean                | Muldaur                        |                   |
| 1985 | Élni és meghalni Los Angelesben       | To Live and Die in L.A.                  | Bob Grimes                     | Perlaki István    |
| 1985 |                                       | Papa Was a Preacher                      | John                           |                   |
| 1986 | Kék bársony                           | Blue Velvet                              | Ben                            |                   |
| 1987 | A fájdalom kövei                      | Gardens of Stone                         | Homer Thomas százados          |                   |
| 1987 | Beverly Hills-i zsaru 2.              | Beverly Hills Cop II                     | Charles "Chip" Cain            | Gáti Oszkár       |
| 1987 | Beverly Hills-i zsaru 2.              | Beverly Hills Cop II                     | Charles "Chip" Cain            | Jakab Csaba       |
| 1987 |                                       | Banzai Runner                            | Billy Baxter                   |                   |
| 1987 | A Galaxis harcosai                    | The Time Guardian                        | parancsnok                     | Barbinek Péter    |
| 1988 |                                       | The Blue Iguana                          | Carl Strick nyomozó            |                   |
| 1988 | Keresztanya                           | Married to the Mob                       | Sztankay István                |                   |
| 1988 | Keresztanya                           | Married to the Mob                       | Gergely Róbert                 |                   |
| 1988 | Keresztanya                           | Married to the Mob                       | Háda János                     |                   |
| 1988 | Tucker, az autóbolond                 | Tucker: The Man and His Dream            | Howard Hughes                  | Végh Ferenc       |
| 1988 |                                       | Palais Royale                            | Michael Dattalico              |                   |
| 1988 |                                       | Buying Time                              | Novak nyomozó                  |                   |
| 1989 | Maximális ár                          | Limit Up                                 | Peter Oak                      |                   |
| 1990 | A szemtanú nyomában (Csapdában)       | Catchfire                                | John Luponi                    | Rosta Sándor      |
| 1990 |                                       | Sandino                                  | Hatfield százados              |                   |
| 1992 | A játékos                             | The Player                               | Andy Civella                   | Papp János        |
| 1992 |                                       | Friends and Enemies                      | Freddie                        |                   |
| 1994 | Díszkíséret                           | Chasers                                  | Stig                           | Bácskai János     |
| 1996 | Szép szőke herceg                     | Mr. Wrong                                | Jack Tramonte                  | Konrád Antal      |
| 1996 | Meztelen lelkek                       | Naked Souls                              | Duncan                         | Szersén Gyula     |
| 1996 | Végső esély                           | Last Resort                              | Grey Wolf                      |                   |
| 1997 | Életveszélyben                        | Living in Peril                          | William                        | Meleg Vilmos      |
| 1997 |                                       | Midnight Blue                            | Katz-Feeney                    |                   |
| 1997 | Gyagyások serege (McHale hadserege)   | McHale's Navy                            | Wallace B. Binghamton százados | Varga T. József   |
| 1997 | Az elnök különgépe                    | Air Force One                            | Walter Dean védelmi miniszter  | Barbinek Péter    |
| 1997 | Árnyékok (Árnyékember)                | The Shadow Men                           | Stan Mills                     | Szersén Gyula     |
| 1997 | Az esőcsináló                         | The Rainmaker                            | Harvey Hale bíró               | Surányi Imre      |
| 1998 | Szindbád: A sötét lovagok csatája     | Sinbad: The Battle of the Dark Knights   | Bophisto                       |                   |
| 1999 | Védd magad!                           | Restraining Order                        | Charlie Mason                  | Varga T. József   |
| 1999 |                                       | Water Damage                             | Frank Skoufaris nyomozó        |                   |
| 1999 |                                       | The Venice Project                       | Campbell szenátor              |                   |
| 1999 |                                       | Rites of Passage                         | Del Farraday                   |                   |
| 2000 |                                       | The Flunky                               | Micky                          |                   |
| 2000 | Batman of the Future: Joker visszatér | Batman Beyond: Return of the Joker       | Tim Drake (hangja)             | Dózsa Zoltán      |
| 2001 | Halálos hajsza                        | In Pursuit                               | Charles Welz                   | Rudas István      |
| 2001 | Gyors menet                           | The Quickie                              | Michael                        |                   |
| 2001 |                                       | Face to Face                             | Jimmy                          |                   |
| 2001 |                                       | CQ                                       | Dr. Ballard                    |                   |
| 2001 | Buhersereg                            | Buffalo Soldiers                         | Lancaster tábornok             | Papp János        |
| 2002 | Tomboló tűz                           | Inferno                                  | Bill Klinger polgármester      |                   |
| 2004 | A mandzsúriai jelölt                  | The Manchurian Candidate                 | Mark Whiting                   | Pethes Csaba      |
| 2007 | Sötét, mint az olaj                   | The Deal                                 | Tremayne ügynök                | Balázsi Gyula     |
| 2013 |                                       | C.O.G.                                   | Hobbs                          |                   |
| 2013 | Meghurcolva                           | Persecuted                               | Dave Wilson                    | Forgács Gábor     |
| 2013 |                                       | Max Rose                                 | Ben Tracey                     |                   |
| 2014 |                                       | Deep in the Darkness                     | Phil Deighton                  |                   |
| 2014 |                                       | Rusty Steel                              | Hunts                          |                   |
| 2015 |                                       | Entertainment                            | Frank                          |                   |

### Televízió

#### Tévéfilm
| Év   | Magyar cím                        | Eredeti cím                                          | Szerep                        | Magyar hang     |
| ---- | --------------------------------- | ---------------------------------------------------- | ----------------------------- | --------------- |
| 1961 |                                   | The Joke and the Valley                              | Davis Tucker                  |                 |
| 1971 |                                   | Paper Man                                            | Avery Jensen                  |                 |
| 1971 |                                   | The Failing of Raymond                               | Raymond                       |                 |
| 1975 |                                   | Cop on the Beat                                      | Callan nyomozó                |                 |
| 1977 |                                   | A Killing Affair                                     | Kenneth Switzer               |                 |
| 1981 |                                   | Born to Be Sold                                      | Marty Helick                  |                 |
| 1987 | A nagy hazárdőr 3.                | The Gambler, Part III: The Legend Continues          | James McLaughlin              |                 |
| 1992 | Gyalázat                          | Shame                                                | Tim Curtis                    |                 |
| 1992 | Eltemetett emlékek                | Fatal Memories                                       | Robert Morse nyomozó          |                 |
| 1993 |                                   | Bonanza: The Return                                  | Augustus Brandenburg          |                 |
| 1994 | Szolgálatban: A bosszú ára        | In the Line of Duty: The Price of Vengeance          | Jack Lowe                     |                 |
| 1994 | Tomboló öklök 2.                  | Vanishing Son II                                     | Mickey Jo Valmont             |                 |
| 1994 | Tökéletes bizonyíték              | Justice in a Small Town                              | Sam Caldwell                  | Perlaki István  |
| 1994 |                                   | The Innocent                                         | Jason Flaboe százados         |                 |
| 1994 | Madonna: Az elveszett ártatlanság | Madonna: Innocence Lost                              | Tony Ciccone                  | Perlaki István  |
| 1995 |                                   | Deadline for Murder: From the Files of Edna Buchanan | Aaron Bliss                   |                 |
| 1996 | Árnyember                         | Twilight Man                                         | Hollis Deitz                  |                 |
| 1996 | Levélbomba                        | Unabomber: The True Story                            | Ben Jeffries                  | Végvári Tamás   |
| 1997 | A veszély közelében               | Close to Danger                                      | Dr. Ames                      |                 |
| 2000 | Csótányinvázió                    | They Nest                                            | Hobbs seriff                  | Kajtár Róbert   |
| 2008 |                                   | The Dunwich Horror                                   | Dr. Henry Armitage            |                 |
| 2008 | Dajka kalamajka                   | The Nanny Express                                    | Jerry Hewitt                  | Versényi László |
| 2009 | Csillagközi romboló: A terv       | Battlestar Galactica: The Plan                       | John Cavil / Number One Cylon | Papp János      |

#### Sorozat
- 1961/1962: Alfred Hitchcock Presents (TV-sorozat, 2 epizód)
- 1965: Dr. Kildare (TV-sorozat, 6 epizód)
- 1969: Bonanza (TV-sorozat, 1 epizód)
- 1972: Columbo: The Most Crucial Game; TV-film
- 1973/1975: San Francisco utcáin (TV-sorozat, 2 epizód)
- 1975: Columbo: Troubled Waters
- 1982: Hart to Hart (TV-sorozat, 1 epizód)
- 1983: A szupercsapat (TV-sorozat, 1 epizód)
- 1987:  Kenny Rogers as The Gambler, Part III: The Legend Continues
- 1988: Gyilkos sorok (TV-sorozat, 1 epizód)
- 1989–1993: Quantum Leap – Az időutazó (Quantum Leap, TV-sorozat, 97 epizód)
- 1991: Son of the Morning Star
- 1995:  The Langoliers
- 1995: Nowhere Man (TV-sorozat, epizód 9)
- 1997: The Tony Danza Show; TV-sorozat, 14 epizód
- 2002: Star Trek: Enterprise (TV-sorozat, 1 epizód)
- 2002: Csillagkapu (TV-sorozat, 1 epizód)
- 2002–2004: JAG – Becsületbeli ügyek (JAG, TV-sorozat, 11 epizód)
- 2006–2009: Csillagközi romboló (TV-sorozat, 14 epizód)
- 2008: L.A. Cras(TV-sorozat, 1 epizód)
- 2014: Enlisted (TV-sorozat, 1 epizód)
- 2014: NCIS: New Orleans (TV-sorozat, 1 epizód)

## Fordítás
- Ez a szócikk részben vagy egészben  a   Dean Stockwell című német Wikipédia-szócikk fordításán alapul.  Az eredeti cikk szerkesztőit annak laptörténete sorolja fel. Ez a jelzés csupán a megfogalmazás eredetét és a szerzői jogokat jelzi, nem szolgál a cikkben szereplő információk forrásmegjelöléseként.